# Porites okinawensis
Porites okinawensis là một loài san hô trong họ Poritidae. Loài này được Veron mô tả khoa học năm 1990.